# Saison 2007 de l'équipe cycliste Quick Step-Innergetic
L'Équipe cycliste Quick Step-Innergetic participait en 2007 au ProTour.

## Déroulement de la saison

### Effectif
| Cycliste            | Date de naissance | Nationalité | Équipe 2006                              |
| ------------------- | ----------------- | ----------- | ---------------------------------------- |
| Serge Baguet        | 18.08.1969        | Belgique    |                                          |
| Carlos Barredo      | 05.06.1981        | Espagne     | Liberty Seguros                          |
| Paolo Bettini       | 01.04.1974        | Italie      |                                          |
| Tom Boonen          | 15.10.1980        | Belgique    |                                          |
| Wilfried Cretskens  | 10.07.1976        | Belgique    |                                          |
| Steven de Jongh     | 25.11.1973        | Pays-Bas    |                                          |
| Addy Engels         | 16.06.1977        | Pays-Bas    |                                          |
| Mauro Facci         | 11.05.1982        | Italie      | Barloworld                               |
| Juan Manuel Gárate  | 24.04.1976        | Espagne     |                                          |
| Dmytro Grabovskyy   | 30.09.1985        | Ukraine     | Néoprofessionnel                         |
| Kevin Hulsmans      | 11.04.1978        | Belgique    |                                          |
| Alessandro Proni    | 28.12.1982        | Italie      | Néoprofessionnel                         |
| Sébastien Rosseler  | 15.07.1981        | Belgique    |                                          |
| Ivan Santaromita    | 30.04.1984        | Suisse      |                                          |
| Leonardo Scarselli  | 29.04.1975        | Italie      |                                          |
| Hubert Schwab       | 05.04.1982        | Suisse      |                                          |
| Kevin Seeldraeyers  | 12.09.1986        | Belgique    | Néoprofessionnel (Beveren2000-Quickstep) |
| Gert Steegmans      | 30.09.1980        | Belgique    | Davitamon-Lotto                          |
| Bram Tankink        | 03.12.1978        | Pays-Bas    |                                          |
| Andrea Tonti        | 12.02.1976        | Italie      | Acqua & Sapone                           |
| Matteo Tosatto      | 14.05.1974        | Italie      |                                          |
| Jurgen Van de Walle | 09.02.1977        | Belgique    |                                          |
| Kevin Van Impe      | 19.04.1981        | Belgique    |                                          |
| Peter Van Petegem   | 18.01.1970        | Belgique    | Davitamon-Lotto                          |
| Cédric Vasseur      | 18.08.1970        | France      |                                          |
| Geert Verheyen      | 10.03.1973        | Belgique    |                                          |
| Davide Viganò       | 12.06.1984        | Italie      |                                          |
| Giovanni Visconti   | 13.01.1983        | Italie      | Milram                                   |
| Wouter Weylandt     | 27.09.1984        | Belgique    |                                          |
| Maarten Wynants     | 12.05.1982        | Belgique    | Chocolade Jacques - Topsport Vlaanderen  |

### Victoires
Victoires sur le ProTour
| Date       | Course                      | Pays               | Classe | Vainqueur          |
| ---------- | --------------------------- | ------------------ | ------ | ------------------ |
| 05/03/2007 | 1re étape de Paris-Nice     | France             | PT     | Tom Boonen         |
| 18/06/2007 | 3e étape du Tour de Suisse  | Suisse             | PT     | Alessandro Proni   |
| 09/07/2007 | 2e étape du Tour de France  | France             | PT     | Gert Steegmans     |
| 13/07/2007 | 6e étape du Tour de France  | France             | PT     | Tom Boonen         |
| 18/07/2007 | 10e étape du Tour de France | France             | PT     | Cédric Vasseur     |
| 26/08/2007 | 4e étape de l'Eneco Tour    | Belgique/ Pays-Bas | PT     | Wouter Weylandt    |
| 29/08/2007 | 7e étape de l'Eneco Tour    | Belgique/ Pays-Bas | PT     | Sébastien Rosseler |
| 03/09/2007 | 3e étape du Tour d'Espagne  | Espagne            | PT     | Paolo Bettini      |

Victoires sur les Circuits continentaux
| Date       | Course                                 | Pays             | Classe                | Vainqueur |
| ---------- | -------------------------------------- | ---------------- | --------------------- | --------- |
| 28/01/2007 | Prologue du Tour du Qatar              | Qatar            | Quick Step-Innergetic |           |
| 29/01/2007 | 1re étape du Tour du Qatar             | Qatar            | Tom Boonen            |           |
| 30/01/2007 | 2e étape du Tour du Qatar              | Qatar            | Tom Boonen            |           |
| 31/01/2007 | 3e étape du Tour du Qatar              | Qatar            | Tom Boonen            |           |
| 02/02/2007 | 5e étape du Tour du Qatar              | Qatar            | Tom Boonen            |           |
| 02/02/2007 | Classement général du Tour du Qatar    | Qatar            | Wilfried Cretskens    |           |
| 21/02/2007 | 4e étape du Tour d'Andalousie          | Espagne          | Tom Boonen            |           |
| 21/02/2007 | 1re étape du Tour de l'Algarve         | Portugal         | Gert Steegmans        |           |
| 23/02/2007 | 4e étape du Tour de Californie         | États-Unis       | Paolo Bettini         |           |
| 03/03/2007 | Grand Prix E3                          | Belgique         | Tom Boonen            |           |
| 04/03/2007 | Kuurne-Bruxelles-Kuurne                | Belgique         | Tom Boonen            |           |
| 28/03/2007 | À travers les Flandres                 | Belgique         | Tom Boonen            |           |
| 05/04/2007 | 3e étape des Trois Jours de La Panne   | Belgique         | Gert Steegmans        |           |
| 11/05/2007 | 4e étape des Quatre Jours de Dunkerque | France           | Gert Steegmans        |           |
| 03/06/2007 | 5e étape du Tour de Belgique           | Belgique         | Tom Boonen            |           |
| 27/07/2007 | 2e étape A du Brixia Tour              | Italie           | Giovanni Visconti     |           |
| 02/09/2007 | Grand Prix Jef Scherens                | Belgique         | Bram Tankink          |           |
| 22/09/2007 | Tour de Rijke                          | Pays-Bas         | Gert Steegmans        |           |
| 26/09/2007 | Circuit des bords flamands de l'Escaut | Belgique         | Steven de Jongh       |           |
| 02/10/2007 | Circuit du Houtland                    | Belgique         | Steven de Jongh       |           |
| 05/10/2007 | 2e étape du Circuit franco-belge       | Belgique/ France | Gert Steegmans        |           |
| 07/10/2007 | Circuit franco-belge                   | Belgique/ France | Gert Steegmans        |           |
| 11/10/2007 | Coppa Sabatini                         | Italie           | Giovanni Visconti     |           |

Championnats du monde
| Date       | Course                         | Pays      | Classe        | Vainqueur |
| ---------- | ------------------------------ | --------- | ------------- | --------- |
| 30/09/2007 | Championnat du monde sur route | Allemagne | Paolo Bettini |           |

Championnats nationaux
| Date       | Course                         | Pays   | Classe            | Vainqueur |
| ---------- | ------------------------------ | ------ | ----------------- | --------- |
| 01/07/2007 | Championnat d'Italie sur route | Italie | Giovanni Visconti |           |

## Classements UCI ProTour

### Individuel
| Rang | Coureur            | Points |
| ---- | ------------------ | ------ |
| 21   | Tom Boonen         | 87     |
| 22   | Paolo Bettini      | 82     |
| 59   | Steven de Jongh    | 40     |
| 66   | Carlos Barredo     | 36     |
| 75   | Juan Manuel Gárate | 30     |
| 90   | Sébastien Rosseler | 18     |
| 94   | Bram Tankink       | 15     |
| 96   | Gert Steegmans     | 15     |
| 98   | Cédric Vasseur     | 15     |
| 104  | Giovanni Visconti  | 11     |
| 148  | Wouter Weylandt    | 7      |
| 161  | Kevin Van Impe     | 5      |
| 162  | Maarten Wynants    | 5      |
| 163  | Wilfried Cretskens | 5      |
| 164  | Dmytro Grabovskyy  | 5      |
| 197  | Alessandro Proni   | 3      |

### Équipe
L'équipe Quick Step-Innergetic a terminé à la 5e place avec 310 points.